# Biassono
Biassono is een gemeente in de Italiaanse provincie Monza e Brianza (regio Lombardije) en telt 11.269 inwoners (31-12-2004). De oppervlakte bedraagt 4,8 km², de bevolkingsdichtheid is 2757 inwoners per km².

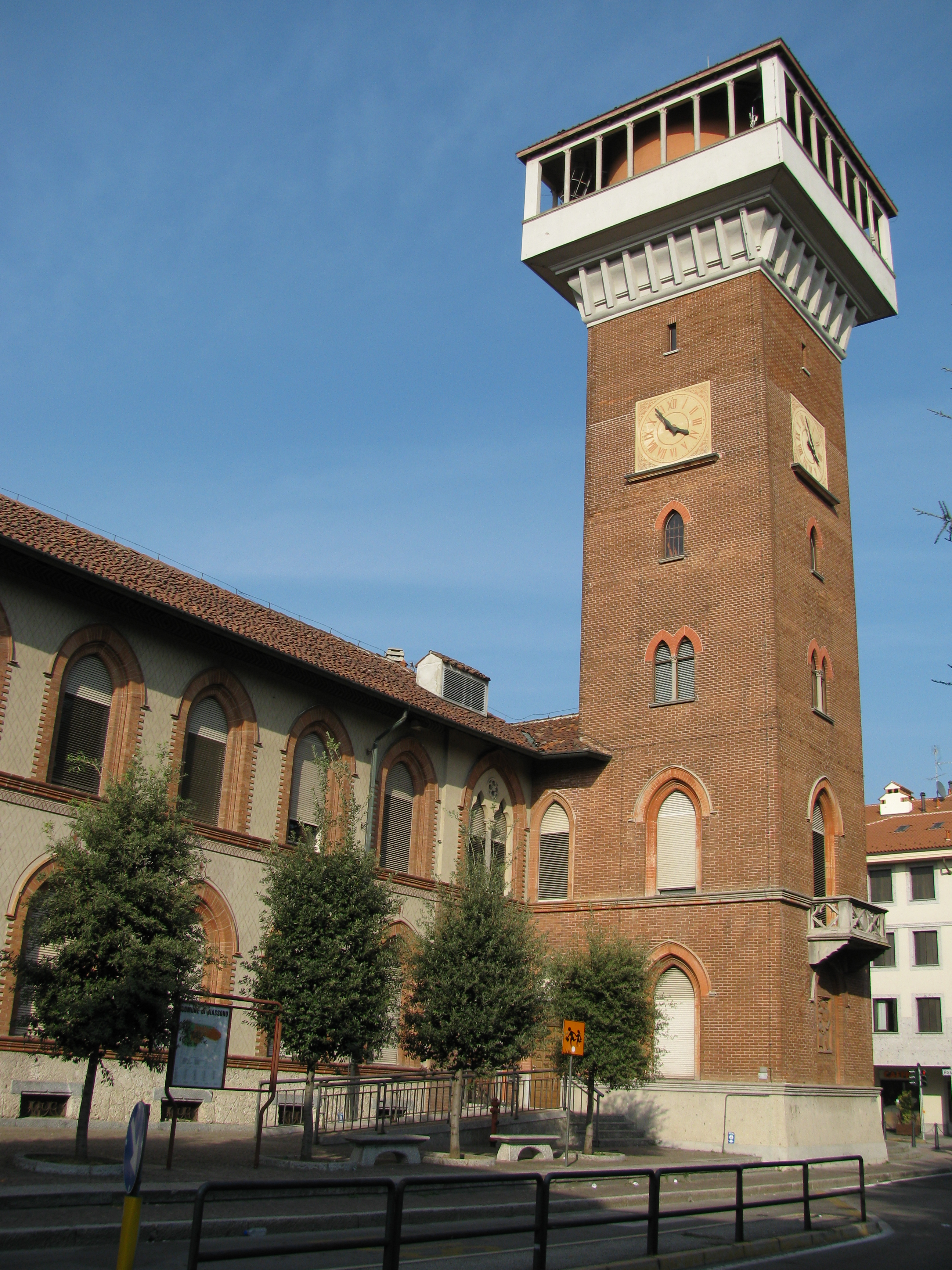
Watertoren
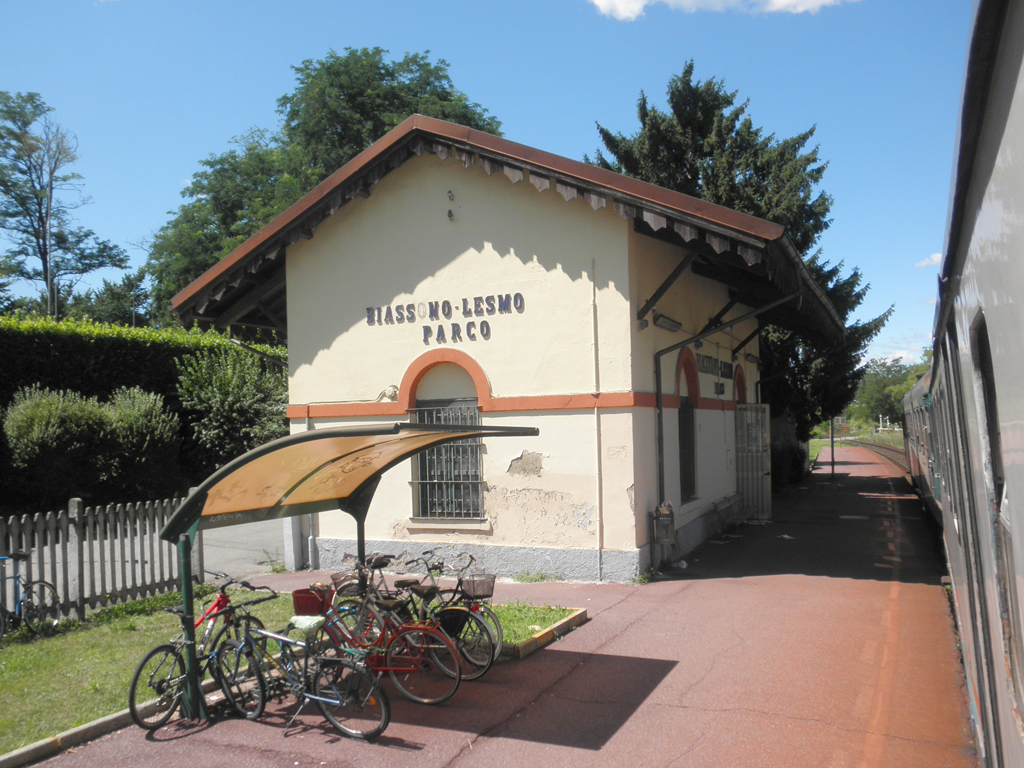
Station
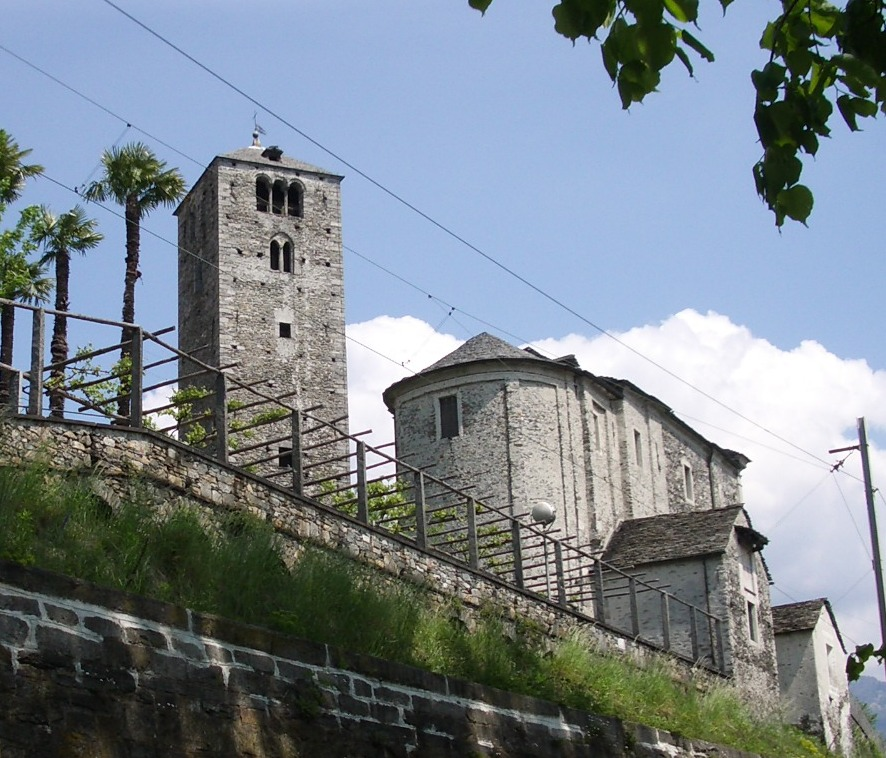
Minusio

## Demografie
Biassono telt ongeveer 4476 huishoudens. Het aantal inwoners steeg in de periode 1991-2001 met 10,7% volgens cijfers uit de tienjaarlijkse volkstellingen van ISTAT.
| Jaar | Inwoneraantal |
| ---- | ------------- |
| 1991 | 10.017        |
| 2001 | 11.088        |

## Geografie
Biassono grenst aan de volgende gemeenten: Lesmo, Arcore, Macherio, Lissone, Monza, Vedano al Lambro, Villasanta.